# Calagrassor
Calagrassor is een geslacht van weekdieren uit de klasse van de Gastropoda (slakken).

## Soorten
- Calagrassor aldermenensis (Powell, 1971)
- Calagrassor bacciballus Fraussen & Stahlschmidt, 2016
- Calagrassor delicatus Fraussen & Stahlschmidt, 2016
- Calagrassor hayashii (Shikama, 1971)
- Calagrassor hespericus Fraussen & Stahlschmidt, 2016
- Calagrassor pidginoides Fraussen & Stahlschmidt, 2016
- Calagrassor poppei (Fraussen, 2001)
- Calagrassor tashiensis (Lee & Lan, 2002)
- Calagrassor zephyrus (Fraussen, Sellanes & Stahlschmidt, 2012)